# Blienschwiller
Blienschwiller je občina v departmaju Bas-Rhin francoske regije Alzacija.
Leta 2009 je v občini živelo 333 oseb oz. 108 oseb/km².